# Булавівщина
Булаві́вщина —  село в Україні,  Чернігівській області, Прилуцькому районі.  Входить до складу Варвинської селищної громади.

## Історія
Є на мапі 1869 року як хутір Бутовщина.

## Населення
Згідно з переписом УРСР 1989 року чисельність наявного населення села становила 31 особа, з яких 10 чоловіків та 21 жінка.
За переписом населення України 2001 року в селі мешкало 10 осіб. 100 % населення вказало своєю рідною мовою українську мову.